# Rheintochter
Le Rheintochter était un missile sol-air allemand développé durant la Seconde Guerre mondiale. Son nom provient des mythiques Rheintöchter (Filles du Rhin) de l'opéra de Richard Wagner L'Anneau du Nibelung.

## Histoire

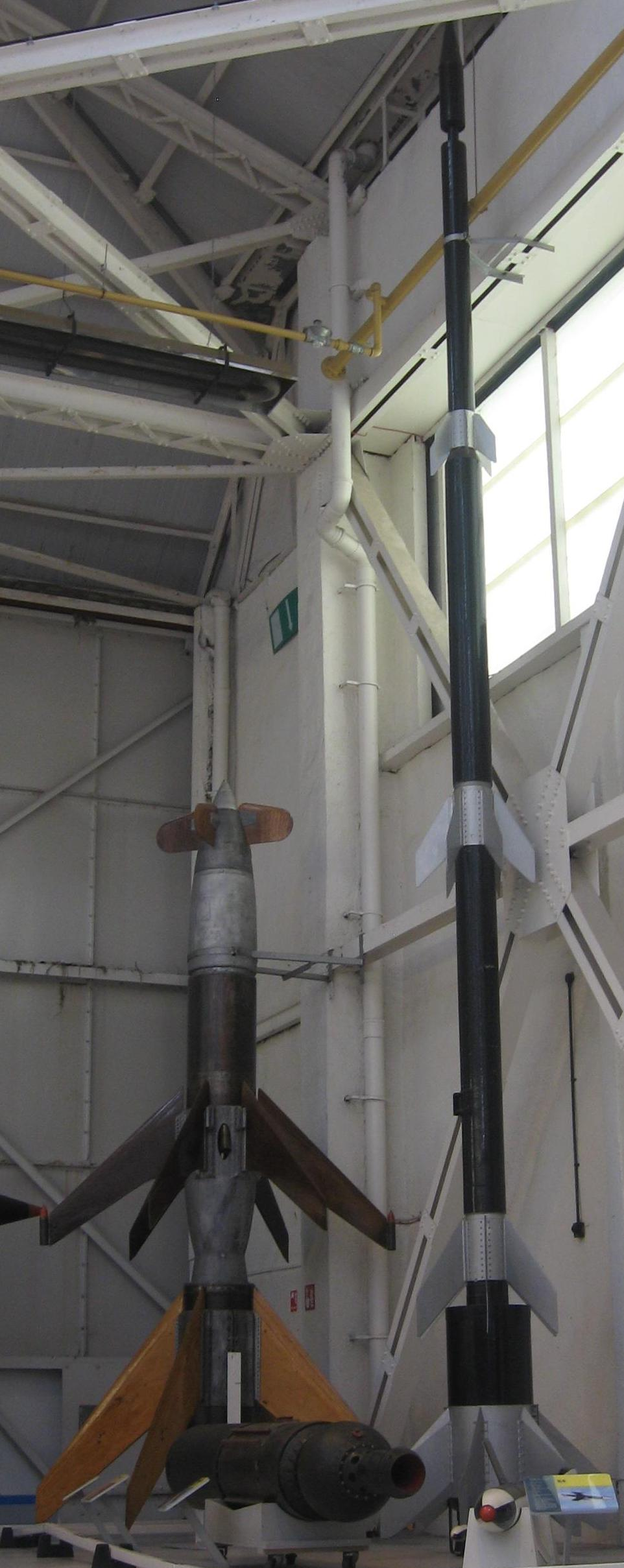
Un Rheintochter R1 (à gauche), ainsi qu'une partie d'un R3 (au centre), et qu'un Rheinbote (à droite).

La Wehrmacht a lancé la mise au point du Rheintochter en novembre 1942. À partir d'août 1943, 82 tirs d'essais furent effectués et une version air-air fut aussi conçue. Ce missile sol-air était conçu afin de frapper les formations aériennes alliées jusqu'à une altitude de 12 000 m à la vitesse de 1 080 km/h. Avec une charge initiale de 25 kg d'explosif, qui passe à 135 kg pour la version R3, il devait détruire tout avion qui passerait à moins de 7 m de son champ acoustique.
Le projet fut annulé le 6 février 1945. Des exemplaires de ce missile sont visibles au Musée allemand des techniques de Berlin, ainsi qu'au Steven F. Udvar-Hazy Center de Chantilly, en Virginie ainsi qu'à Łeba en Pologne sur le Site d'essai de fusées Rumbke (de).
Le contrôle était assuré par quatre ailettes de guidage en bois montées en forme de croix à l'extrémité du missile. Les autres ailes sont également en bois ce qui a l'avantage de réduire le poids et le coût de fabrication,.
Le premier prototype a été tiré en automne 1943, et à partir de 1944, les principaux sites d'expérimentation étaient situés à Łeba  et sur la base de Peenemünde.

## Versions
La version initiale R1 était propulsée par un propulseur à propergol solide à deux étages.
En raison de la faible aptitude de cet engin en haute altitude, le modèle R3 a été développé, propulsé par un moteur-fusée à ergols liquides et des propulseurs auxiliaires à poudre.